# خانه کیانیان
خانه کیانیان مربوط به دوره قاجار است و در تهران، خیابان دکتر شریعتی، خیابان یخچال، پ ۱۱ واقع شده و این اثر در تاریخ ۳۰ تیر ۱۳۸۴ با شمارهٔ ثبت ۱۲۲۸۰ به‌عنوان یکی از آثار ملی ایران به ثبت رسیده است.